# شتادلان
شتادلان(باللغة العبرية:שְׁתַדְּלָן) كان وسيطاً في المجتمع اليهودي الأوروبي المحلي. مثلوا اهتمامات المجتمع، خصوصا مصالح غيتوات إحدى المدن، وعملوا «كمُراوض برلماني» للتفاوض مع السلطات التي تتولى السلطة من أجل سلامة اليهود ومصالحهم. وتُعرف عملية الوساطة اليهودية باسم شتادلانوس shtadlanus  (باللغة اليديشية: שתּדלנות).
اعتمد الشتادلانيم (جمع شتادلان) على تكتيكات كثيرة للتوسط نيابة عن المجتمع اليهودي. وقد شملت نداءات عاطفية كالتسول، ونداءات عقلانية كمحاولة تنفيذ المواثيق أو المراسيم، وهبات من المال أو سلع أخرى لكسب النعمة. ذكر ألياكيم زيليق من جامبول، على وجه التحديد، الحاجة إلى طلب رضى البابا خلال بعثته إلى روما في عام 1757 حيث حاول الحصول على دعم للدفاع عن اليهود ضد فرية الدم.
عادة، ما كانت الجالية اليهودية (القهل) تحكم شؤونها الداخلية. كان ترتيب التفاعلات اليهودية مع المجتمع الخارجي، مثل جباية الضرائب وإنفاذ مختلف القيود والضغوط المفروضة على المجتمع، مُنظمة من قبل إدارة داخلية.
برز الشتادلان في أوروبا في القرن السابع عشر، مع ظهور الحكم المطلق، كوسيط بين الجالية اليهودية المقيمة والحكومة الملكية التي تسيطر على المنطقة. وقد عيَّنتهم الحكومة، حتى انه كان يمكن تعيينهم كمسؤولين ملكيين. على الرغم أن الشتادلان كان يمثل المجتمع اليهودي رسمياً فقط، إلا أنه أصبح أداة للحكومة.
لعب الشتادلان دوراً هاماً في المجتمع اليهودي، خصوصا في دولة الكومنولث البولندي الليتواني. كان الشتادلان البارز هو باروخ بن ديفيد يافان، المولود في أوائل القرن الثامن عشر. شارك يافان في العديد من المهمات السرية بين ملك بولندا أغسطس الثالث وفريدريش الثاني ملك بروسيا، مما ساعد على انهاء حرب الخلافة النمساوية. كان يافان أيضا على اتصال مع القاصد البابوي في وارسو مما سمح له بالحفاظ على نسخ عديدة من التلمود بعد النزاع الكامينيكي، والذي أدى إلى إحراق معظم التلمود. يعد جاكوب تيتل، والمولود سنة 1851 تحت الحكم القيصري الروسي، مثال آخر للشتادلان المؤثرين. بعد بدء مذبحة في مدينة ساراتوف، استخدم صلته بالحاكم الإقليمي لوقف الأعمال المعادية لليهودية.
خلال أواخر القرن التاسع عشر، أصبح استخدام الصحافة والرأي العام، كوسيلة ضغط لنشاط شتادلانوس، أحد أهم تغيير في عمل شادلان، وأصبح يرتبط ارتباطاً وثيقاً بجهود إغاثة ضحايا المذابح في روسيا فضلاً عن نسج الصهيونية السياسية التي وجدت في وقت مبكر.
تقليدياً، كان يُنظر إلى شتادلانيم باعتباره من أكبر حماة الطوائف اليهودية، وحصل على استحسان السلطات الدينية اليهودية الحاكمة لهذه الطوائف.